# Google Pixel
Google Pixel（グーグルピクセル）は、Googleが設計して販売するコンシューマ向け電子機器ブランドである。
2013年2月に登場したChromebook Pixelからブランドとして導入された。スマートフォンやタブレット、Chromebook、スマートウォッチ、アクセサリがラインナップに含まれる。
さらに2021年発売のPixel 6以降の機種はGoogle Tensorと言われるカメラとCPUの合体型のGoogle独自開発のSoCを搭載している。

## 概要
Googleが展開している主要なハードウェアのブランドである。主な製品ラインはスマートフォンであり、実際にAndroidの公式サイト内でのGoogle Pixelの紹介記事でもAndroidスマートフォンシリーズのみを対象としており、2016年10月4日に発表・10月20日にアメリカ合衆国などで発売されたPixelの登場以降、かつてのGoogle Nexusシリーズの事実上の後継となっている。
一方で、実際にはスマートフォン以外のハードウェアや、それと関係する一部のソフトウェアもPixelブランドに含まれている。
Chromebook PixelやPixelスマートフォンの初登場時には、一貫して「ハイエンド志向」「Google純正」を特徴としており、よってPixelもOSメーカーであるGoogleの公式ハードウェアのメインストリームブランドというのが本来の位置付けである。
Googleはハードウェアブランドとしての展開に熱心で、アメリカとイギリスで「Pixel for Business」を開設した。このサイトでは企業向けにGoogle Pixelを紹介しているほか、Googleストアのリアル店舗をオープンさせたりするなど、普及を図っている。

## スマートフォン
Googleがハードウェアとソフトウェアの両方を自社開発していることが特徴で、事実上のAndroid純正スマートフォンとなっている。その象徴として、Pixelスマートフォン本体の背面には同社のロゴの「G」マークのみが刻印されている（Pixelの前身であるNexusの出荷時には、サムスンなど各協業メーカーのロゴが刻印されていた）。
| 機種                     | 発表日         | 発売           | 発売       | 販売終了      | サポート          | サポート   | サポート期間 |
| 機種                     | 発表日         | 発売日         | 初期搭載OS | 販売終了      | 終了日            | 最終適用OS | サポート期間 |
| ------------------------ | -------------- | -------------- | ---------- | ------------- | ----------------- | ---------- | ------------ |
| Pixel / XL               | 2016年10月4日  | 2016年10月20日 | 7.1        | 2018年4月11日 | 2019年11月4日     | 10         | 3年0か月     |
| Pixel 2 / XL             | 2017年10月4日  | 2017年10月19日 | 8.0        | 2019年4月1日  | 2020年10月4日     | 11         | 2年11か月    |
| Pixel 3 / XL             | 2018年10月9日  | 2018年10月18日 | 9          | 2020年3月31日 | 2022年2月2日      | 12         | 3年3か月     |
| Pixel 3a / XL            | 2019年5月7日   | 2019年5月17日  | 9          | 2020年7月1日  | 2022年9月6日      | 12.1       | 3年3か月     |
| Pixel 4 / XL             | 2019年10月15日 | 2019年10月24日 | 10         | 2020年8月6日  | 2023年2月6日      | 13         | 3年3か月     |
| Pixel 4a                 | 2020年8月3日   | 2020年8月20日  | 10         | 2022年1月31日 | 2023年8月8日      | 13         | 2年11か月    |
| Pixel 4a (5G)            | 2020年9月30日  | 2020年10月15日 | 11         | 2021年8月20日 | 2024年2月5日      | 14         | 3年3か月     |
| Pixel 5                  | 2020年9月30日  | 2020年10月15日 | 11         | 2021年8月20日 | 2024年2月5日      | 14         | 3年3か月     |
| Pixel 5a (5G)            | 2021年8月17日  | 2021年8月26日  | 11         | 2022年7月21日 | 2024年8月26日     | 14         | 3年0か月     |
| Pixel 6 / Pro            | 2021年10月19日 | 2021年10月28日 | 12         | 2022年10月6日 | 最短で 2026年10月 | —          | 3年9か月     |
| Pixel 6a                 | 2022年5月11日  | 2022年7月21日  | 12         | —             | 最短で 2027年7月  | —          | 3年0か月     |
| Pixel 7 / Pro            | 2022年10月6日  | 2022年10月13日 | 13         | —             | 最短で 2027年10月 | —          | 2年10か月    |
| Pixel 7a                 | 2023年5月10日  | 2023年5月10日  | 13         | —             | 最短で 2028年5月  | —          | 2年3か月     |
| Pixel Fold               | 2023年5月10日  | 2023年6月27日  | 13         | —             | 最短で 2028年6月  | —          | 2年1か月     |
| Pixel 8 / Pro            | 2023年10月4日  | 2023年10月12日 | 14         | —             | 最短で2030年10月  | —          | 1年10か月    |
| Pixel 8a                 | 2024年5月7日   | 2024年5月14日  | 14         | —             | 最短で2031年5月   | —          | 1年3か月     |
| Pixel 9                  | 2024年8月13日  | 2024年8月22日  | 14         | —             | 最短で2031年9月   | —          | 1年0か月     |
| Pixel 9 Pro / Pro XL     | 2024年8月13日  | 2024年8月22日  | 14         | —             | 最短で2031年9月   | —          | 1年0か月     |
| Pixel 9 Pro Fold         | 2024年8月13日  | 2024年9月4日   | 14         | —             | 最短で2031年9月   | —          | 11か月       |
| Pixel 9a                 | 2025年3月19日  | 2025年4月10日  | 15         | —             | 最短で2032年4月   | —          | 4か月        |
| Pixel 10                 | 2025年7月21日  | 2025年8月?日   | 16         | —             | 最短で2032年8月   | —          |              |
| Pixel 10 Pro / 10 Pro XL | 2025年7月21日  | 2025年8月?日   | 16         | —             | 最短で2032年8月   | —          |              |
| Pixel 10 Pro Fold        | 2025年7月21日  | 2025年10月9日  | 16         | —             | 最短で2032年10月  | —          |              |

- 販売終了・サポート終了
- 販売終了・サポート中
- 販売中・サポート中（Pixel 10シリーズのみ未発売）

### Pixel / Pixel XL (第1世代)

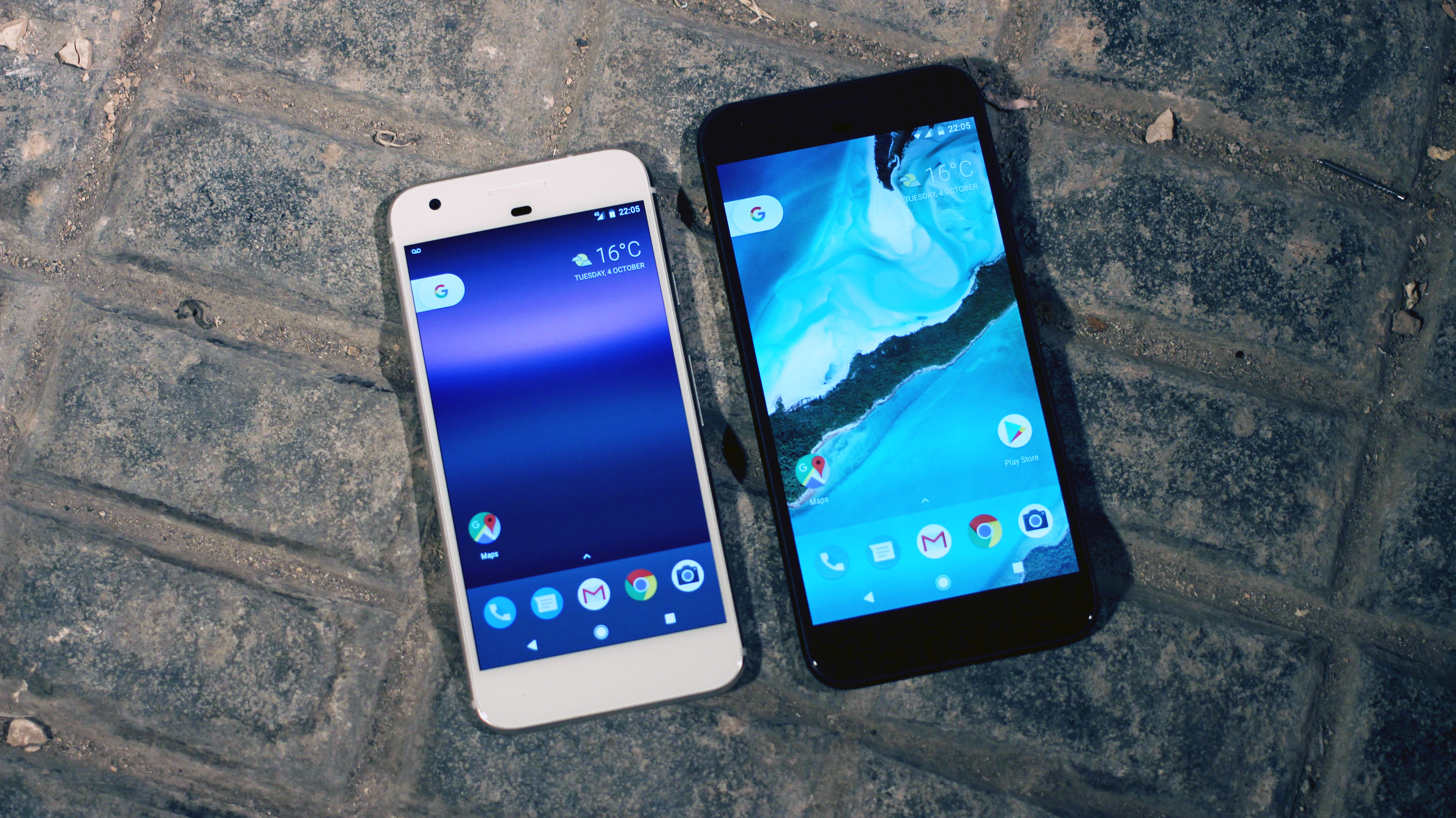
PixelとPixel XL

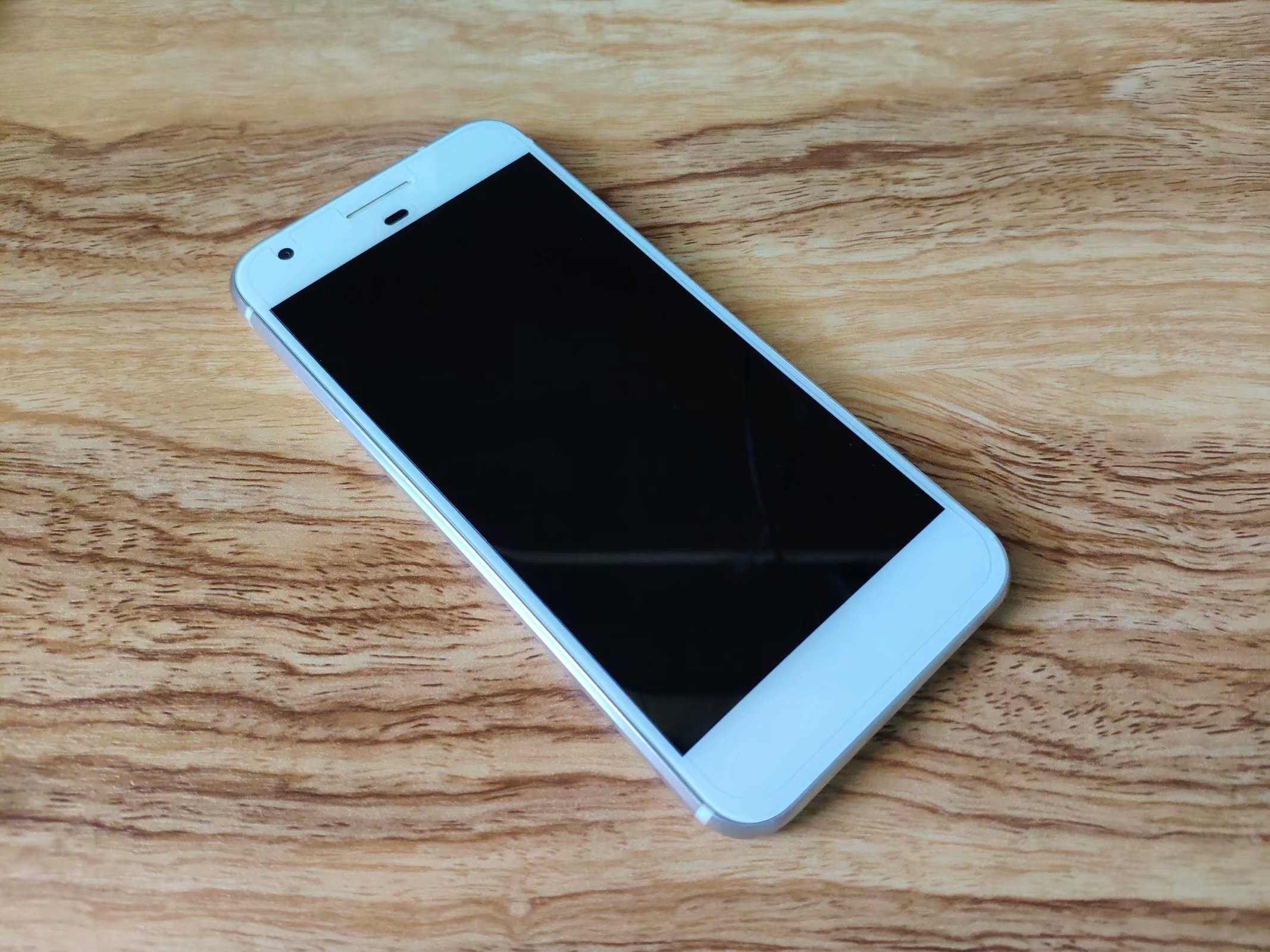
Pixel

2016年10月4日（日本時間）にMade by Googleのイベントで発表され、10月20日に発売された。アメリカ、オーストラリア、ドイツ、イギリス、カナダで先行販売された。
標準モデルと「XL」モデルは画面サイズが異なり、Pixelは5.0インチ、Pixel XLは5.5インチのディスプレイを搭載している。
カラーバリエーションは、Quite Black（クワイトブラック）、Very Silver（ベリーシルバー）、Really Blue（リアリーブルー）の3色で、日本のGoogleストアおよび携帯キャリアは販売しない。
AIアシスタントのGoogle アシスタントを内蔵している。15分の充電で最大7時間使用可能であるとGoogleはアピールしている。背面に指紋認証センサーの「Pixel imprint」を搭載している。CPUはQualcommSnapdragon 821が採用されている。カメラ評価サイトのDxOMarkで史上最高のスマートフォンカメラと評価された。Google フォトに写真を「元の画質」設定で容量を気にせず保存することが可能である。

### Pixel 2 / 2 XL

Pixel 2とPixel 2 XL

2017年10月4日に発表された（日本時間）。2016年に発売されたPixel同様、DxOMarkで史上最高のスマートフォンカメラと評価された。
カラーバリエーションは、Pixel 2がJust Black、Clearly White、Kinda Blueの3種、Pixel 2 XLはJust Black、Black & Whiteの2種である。
側面に圧力感知センサー「Active Edge」を搭載し、端末を握ることでGoogleアシスタントの起動や着信音を消すことが可能である。画像プロセッサのPixel Visual Coreを搭載する。シングルレンズだがポートレートモードを使用した背景ぼかしが可能で、アウトカメラにも対応する。シャッターボタンを押す前後も記録するモーションフォトが使用可能である。カメラで撮影した被写体の情報を検索可能な「Googleレンズ」をサポートする。CPUはSnapdragon 835を採用する。
画面サイズは、Pixel 2は先代と同じ5.0インチ、Pixel 2 XLは先代よりも大きい6.0インチである。

### Pixel 3 / 3 XL

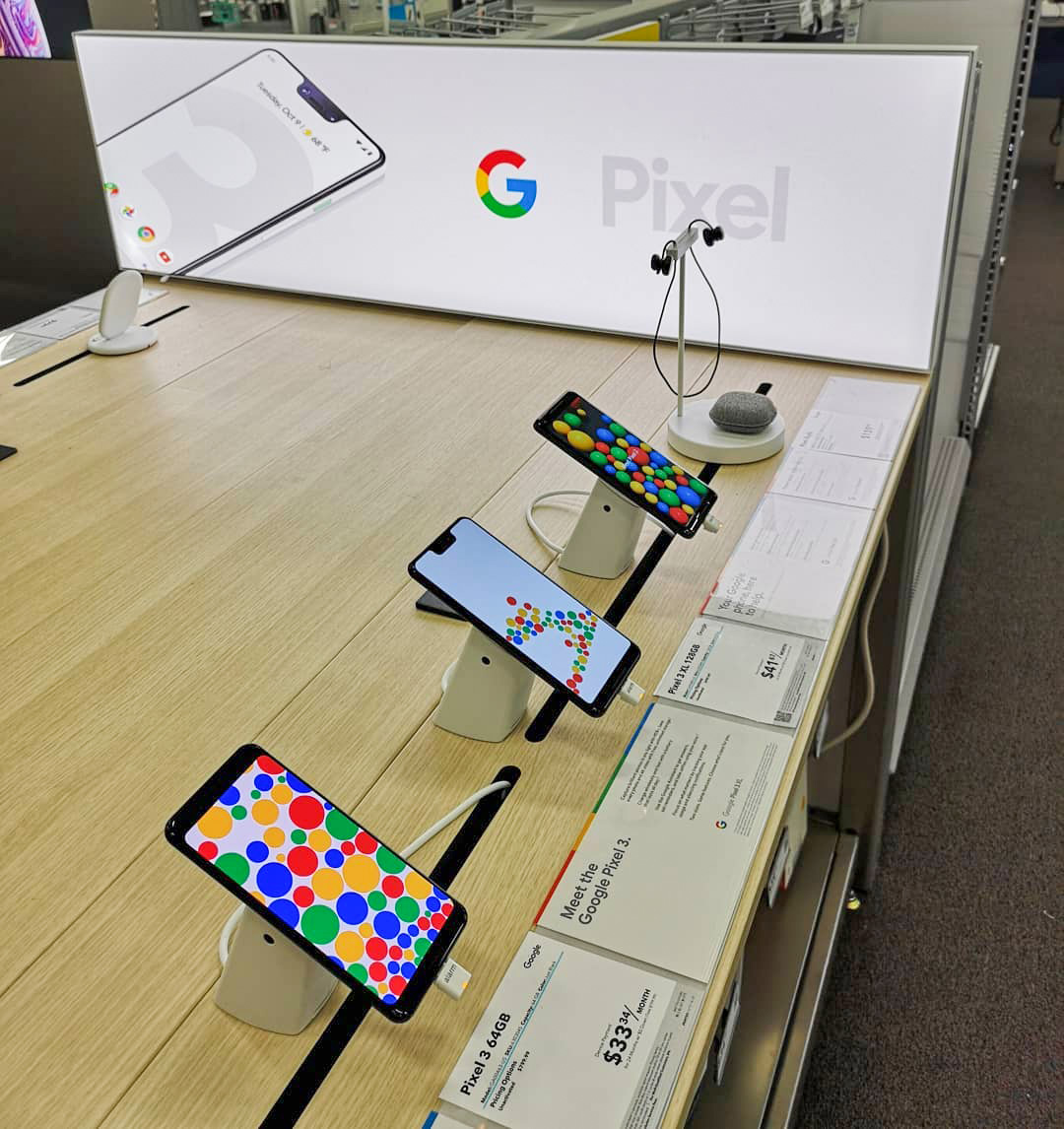
Pixel 3とPixel 3 XL。Pixel Budsとワイレス充電アクセサリも展示されている。

アメリカで2018年10月9日（日本時間）のMade by Googleイベントで発表された日本初上陸のGoogle Pixelである。携帯キャリアはNTTドコモおよびソフトバンクから2018年11月1日に発売された。
カラーバリエーションは、Clearly White（クリアリーホワイト）、Just Black（ジャストブラック）、Not Pink（ノットピンク）の3色で、CPUはSnapdragon 845を採用する。急速ワイヤレス充電に対応する。Pixel 3は5.5インチの有機ELディスプレイと2,915mAhのバッテリーを搭載する。Pixel 3 XLは6.3インチの有機ELディスプレイと3,430mAhのバッテリーを搭載する。オーディオはデュアル前方放射型スピーカーを採用する。日本版はFeliCaに対応している。
カメラ機能は、暗い場所でも明るい写真が撮影できるカメラ機能「夜景モード」や、AIが笑顔を認識して自動で写真を撮影する機能「フォトブース」に対応する。前面に視野75°の標準カメラと視野97°の広角カメラを搭載する。

### Pixel 3a / 3a XL
アメリカで2019年5月7日に発表されたPixel 3の廉価版である。
カラーバリエーションは、Clearly White（クリアリーホワイト）、Just Black（ジャストブラック）、Purple-ish（パープルイッシュ）の3色。CPUはQualcommのSnapdragon 670を採用する。Pixel Visual Coreは搭載しない。バッテリー容量はPixel 3よりも多い3000mAh (3a)と3700mAh (3a XL)。
ソフトバンクからPixel 3aとPixel 3a XLの両方が販売され、NTTドコモからPixel 3aのみが販売された。背面はポリカーボネート製ユニボディを使用する。
アメリカでAppleのiPhoneとカメラ性能を比較した広告を展開し、本商品は性能に比して安価であることをアピールした。

### Pixel 4 / 4 XL
アメリカで2019年10月15日にMade by Googleのイベントで発表された。ツートンカラーを廃止し、カメラは四角いモジュールで配し、側面は日本の畳をイメージした黒いフレームを採用するなどデザインが一新された。
カラーバリエーションはClearly White（クリアリーホワイト）、Just Black（ジャストブラック）、Oh So Orange（オーソーオレンジ）の3色である。90Hzのリフレッシュレートに対応し、CPUはQualcommのSnapdragon 855を採用し、Pixel 2 /XLとPixel 3 /XLで搭載したPixel Visual CoreはPixel Neural Coreに代替した。
新たに搭載された望遠レンズとソフトウェアにより、望遠ズームが強化された。星空撮影が可能な天体写真機能も追加されている。Soliレーダーにより掌をデバイスの前で振ると、音楽のスキップやタイマーの停止などが可能となる。Google アシスタントは処理が高速化され、従来のクラウド処理を一部端末内で実行して実現した。Pixel imprintに代わりセンサーで顔を立体的に認識する顔認証システム「Face Unlock」を搭載する。Soliレーダーの搭載によりロック解除までの速度を高速化した。
Pixel 3などを販売していたNTTドコモは扱わず、キャリアではソフトバンクのみ販売する。

### Pixel 4a / 4a (5G)
公式Webサイトは「毎日に、もっと寄り添う。お手頃価格のGoogle Pixel 4aシリーズ」と記している。新たに画面左上にパンチホールを配置したディスプレイが採用した。Pixel 4 / 4 XLと異なりPixel imprintを搭載し、Soliレーダーや望遠レンズ、Active Edge等は搭載しない。Pixel 4aとPixel 4a (5G)は発表日が異なる。Pixel 4 / 4 XLに続いて日本の携帯キャリアはソフトバンクのみ扱う。
Pixel 4a
2020年8月3日に発表されたPixel 4の廉価版である。カラーバリエーションは、発表当初はJust Black（ジャストブラック）のみの展開であったが、後にBarely Blue（ベアリーブルー）が追加された。CPUはQualcommのSnapdragon 730Gを採用する。
Pixel 4a (5G)
2020年9月30日に発表され、Google Pixel初の5Gに対応した。公式サイトは「必要な機能がつまったGoogle の5G 対応スマートフォン」と記している。カラーバリエーションは、Pixel 4a同様に発表当初はJust Black（ジャストブラック）のみで、のちにclearly White（クリアリーホワイト）が追加された。CPUはQualcommのSnapdragon 765Gが採用する。新たにウルトラワイドレンズを搭載し、歪みの少ない広範囲な撮影を可能とした。暗い場所で背景をぼかして明るく撮影可能な「夜景ポートレート」に対応した。

### Pixel 5

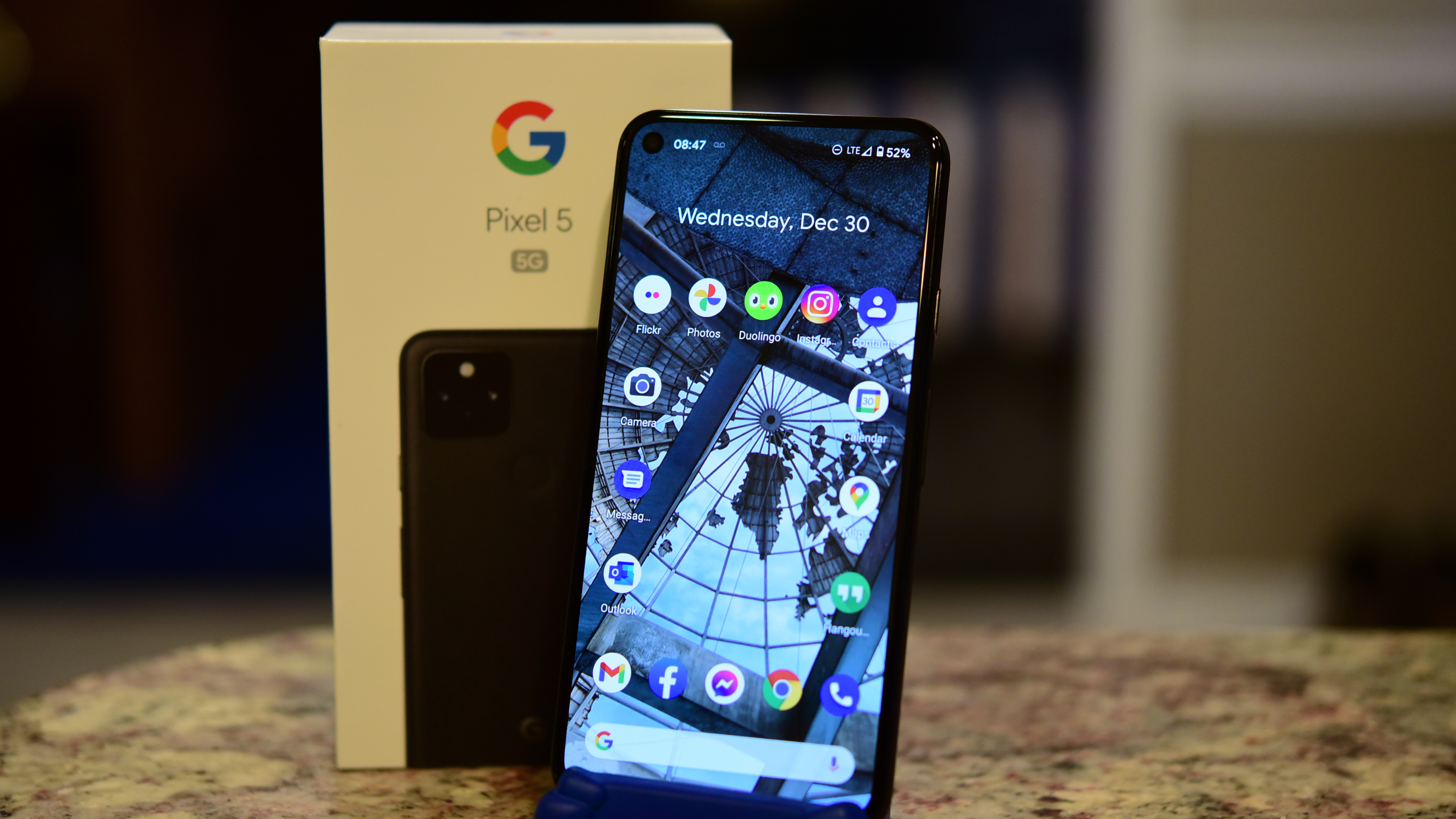
Google Pixel 5

感染症の影響を受け、2020年9月30日にオンライン発表された。Pixel 4a(5G)と同様にGoogle Pixel初の5Gに対応している。公式Webサイトは「Googleがお届けする究極の5G対応スマートフォン。」と記している。
カラーバリエーションは、Just Black（ジャストブラック）とSorta Sage（ソータセージ）の2色である。他のQi規格対応のアクセサリやスマートフォンにワイヤレス充電可能な「バッテリーシェア」に対応した。Pixel 4a (5G)と同じくCPUはQualcomm Snapdragon 765Gを採用し、広範囲を歪まずに撮影可能なウルトラワイドラレンズ、暗所で背景をぼかして明るく撮影可能な「夜景ポートレート」に対応する。生体認証システムとして背面にPixel imprintを搭載する。Pixel 4 / 4 XLで搭載した Pixel Neural Coreは搭載しない。Pixel 4a (5G)に比して、90Hzリフレッシュレート対応、防水仕様、8GBのメモリ搭載などが異なる。Googleフォトの容量無制限特典が付属する最後のGoogle Pixelである。
日本は携帯キャリアとして従来のソフトバンクに加え、auからも販売する。

### Pixel 5a (5G)
2021年8月17日に発表されたPixel 5の廉価版である。公式Webサイトは「圧倒的なスピードをうれしいプライスで」と記している。
カラーバリエーションはMostly Blackの1色のみだが、Black Moss、Maybe Moon、Likely Lime、Partially Pinkの4色を揃えたケースを同時に発売する。
バッテリー容量はPixel 5よりも大きい4680mAhで、6.34インチの有機ELディスプレイを搭載し、CPUはPixel 5と同じくSnapdragon 765Gを採用し、5Gに対応する。Pixel 5と異なりワイヤレス充電は対応しない。
同機種からGoogleフォトの容量無制限特典がない。
半導体不足で日本とアメリカのみで販売し、世界の携帯キャリアでソフトバンクのみが取り扱った。5Gに対応する。

### Pixel 6 / 6 Pro
2021年10月19日に発表された。Pixel 4までの「XL」に代わりPixel 6は「Pro」モデルが用意されて標準モデルと差別化が図られた。
純正SoCであるGoogle Tensorを搭載する。キャッチコピーは「For All You Are」。リアルタイムの文字起こしや翻訳機能などに対応し、デザインは、往来の四角いカメラモジュールからカメラバーへ変更した。指紋認証の位置を背面から画面内に移動した。Android 12の新機能「Material You」で、UIテーマをユーザーが選択可能となった。
カメラ機能も大幅に向上され、広角カメラは150%多く光量を取り込み、有効画素数は5000万画素に向上した。撮影した写真から不要な人物などを取り除く「消しゴムマジック」、流し撮りのような撮影が可能な「アクションパン」に対応する。
日本版のストレージは、両機種ともに128GBと256GBから選択可能で、米国版の6 Proに限り512GBも選べる。

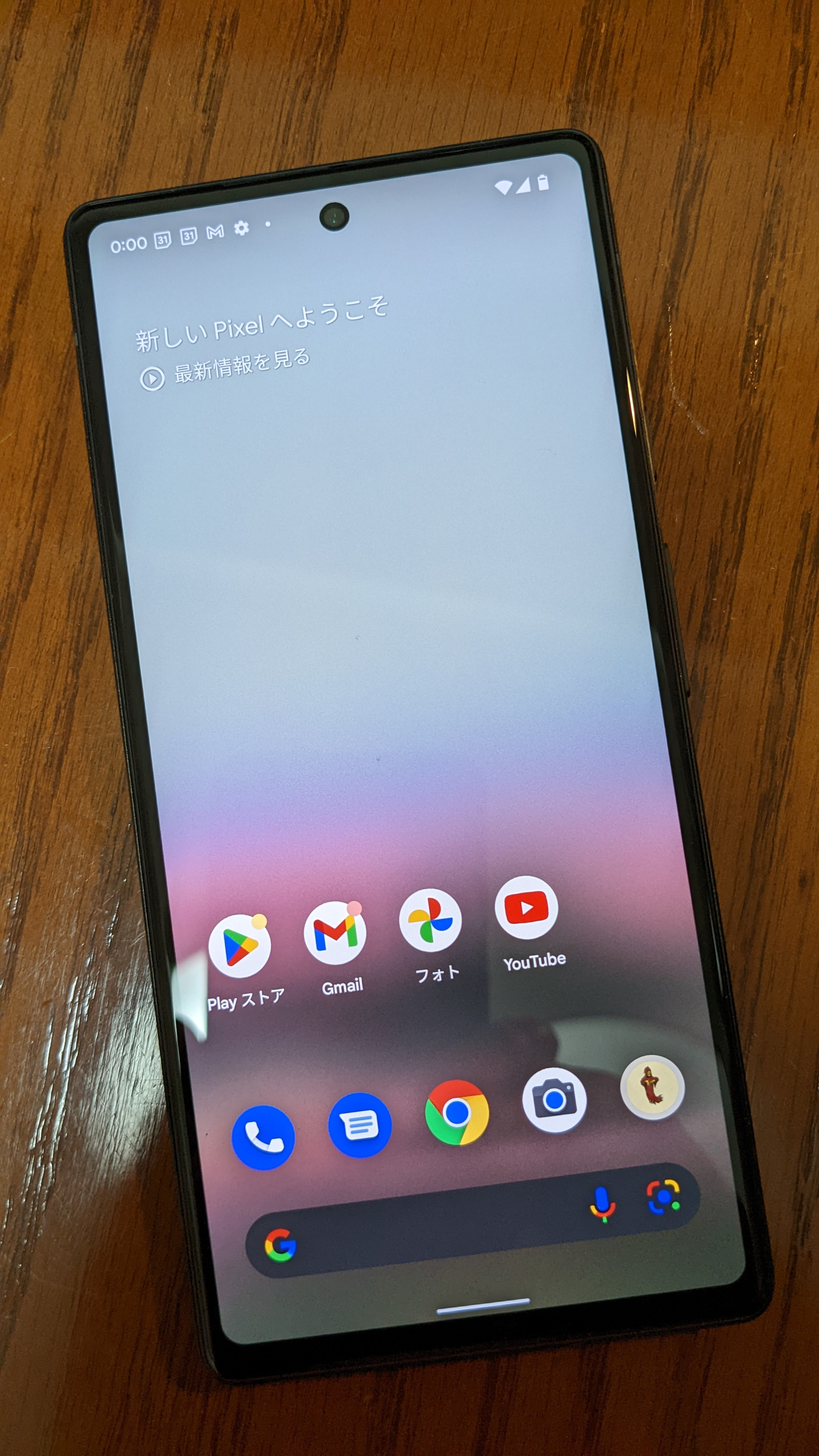
Pixel 6
公式Webサイトには、「全てが新しくなったGoogle Pixel。」と記載されている。カラーバリエーションは、Stormy Black、Kinda Coral、Sorta Seafoamの3色。6.4インチのフラットディスプレイを採用し、リフレッシュレートは90㎐。広角カメラとウルトラワイドカメラのデュアルカメラシステムとなっている。メモリは8GB。携帯キャリアからは、SoftBankとauの販売となる。日本は5GのSub6のみに対応する。
Pixel 6 Pro
「最高の Google体験を、あなたのために。」と記載されている。Google Pixel史上最大の6.7インチのエッジディスプレイを採用し、120Hzのリフレッシュレートに対応している。カラーバリエーションはStormy Black、Sorta Sunny、Cloudy Whiteの3色で、広角カメラ、ウルトラワイドカメラ、光学式4倍相当の望遠カメラを含むトリプルカメラシステムとなっている。メモリは12GB。日本の携帯キャリアはSoftBankのみ取り扱う。日本は5GのSub6に加えてミリ波も対応する。

### Pixel 6a
2022年5月11日に発表されたPixel6の廉価モデルである。公式サイトには、「驚きの速さとセキュリティを実現した、お手頃価格の Google スマートフォン。」と記載されている。ミドルレンジながら、Pixel 6と同様にGoogle Tensorが搭載されている。ディスプレイサイズは6.1インチで、メモリ/ストレージは6/128GB。SoftBankとauから7月28日に発売された。往来のSoftBankに加え、auが初めてPixelのaシリーズを取り扱った。1年近く後となる2023年5月12日には、新たにUQモバイルでの取り扱いも開始した。

### Pixel 7 / 7 Pro
2022年10月6日に発表された。公式Webサイトは、7を「しっかりパワフル、とことん便利。」、7 Proを「プロ性能を突き詰めたGoogle Pixel。」と記している。カラーは7が、Obsidian（オブシディアン）、Snow（スノー）、Lemongrass（レモングラス）の3色、7 ProはObsidian（オブシディアン）、Snow（スノー）、Hazel（ヘーゼル）の3色。
新たにSOC、Google Tensor G2が搭載され、映画のように背景をぼかす動画撮影「シネマティックぼかし」に対応した。指紋認証に加えてPixel 4を最後に廃止されたFace Unlockに再び対応する。Proは光学5倍の望遠ズームに対応し、DXOMARKによるスマートフォンのカメラ性能のスコアで史上最高得点を獲得した。携帯キャリアは7と7 Proの両方をauとSoftBankが発売した。auがPixelのProを取り扱うのは7 Proが初となる。

### Pixel 7a
2023年5月11日（日本時間）に発表された。n79バンドに対応し、NTTドコモ、au、ソフトバンクから発売された。NTTドコモがPixelを発売するのは3aが発売された2019年5月以来となり、これにより主要な日本の携帯会社3社がPixelを取り扱うことになった。
カラーはSea（シー）、Snow（スノウ）、Charcoal（チャコール）、Coral（コーラル）の4色。Pixel 7と同じGoogle Tensor G2を搭載する。
aシリーズとしては初となる顔認証が搭載され、リフレッシュレートも6aの60Hzから最大90Hzへ、メモリ(RAM)は6aの6GBから8GBに強化された。ウルトラワイドレンズの視野角はPixel史上最も広い120°になり、背面には6400万画素のアウトカメラ、前面には1300万画素のインカメラを搭載する。

### Pixel Fold

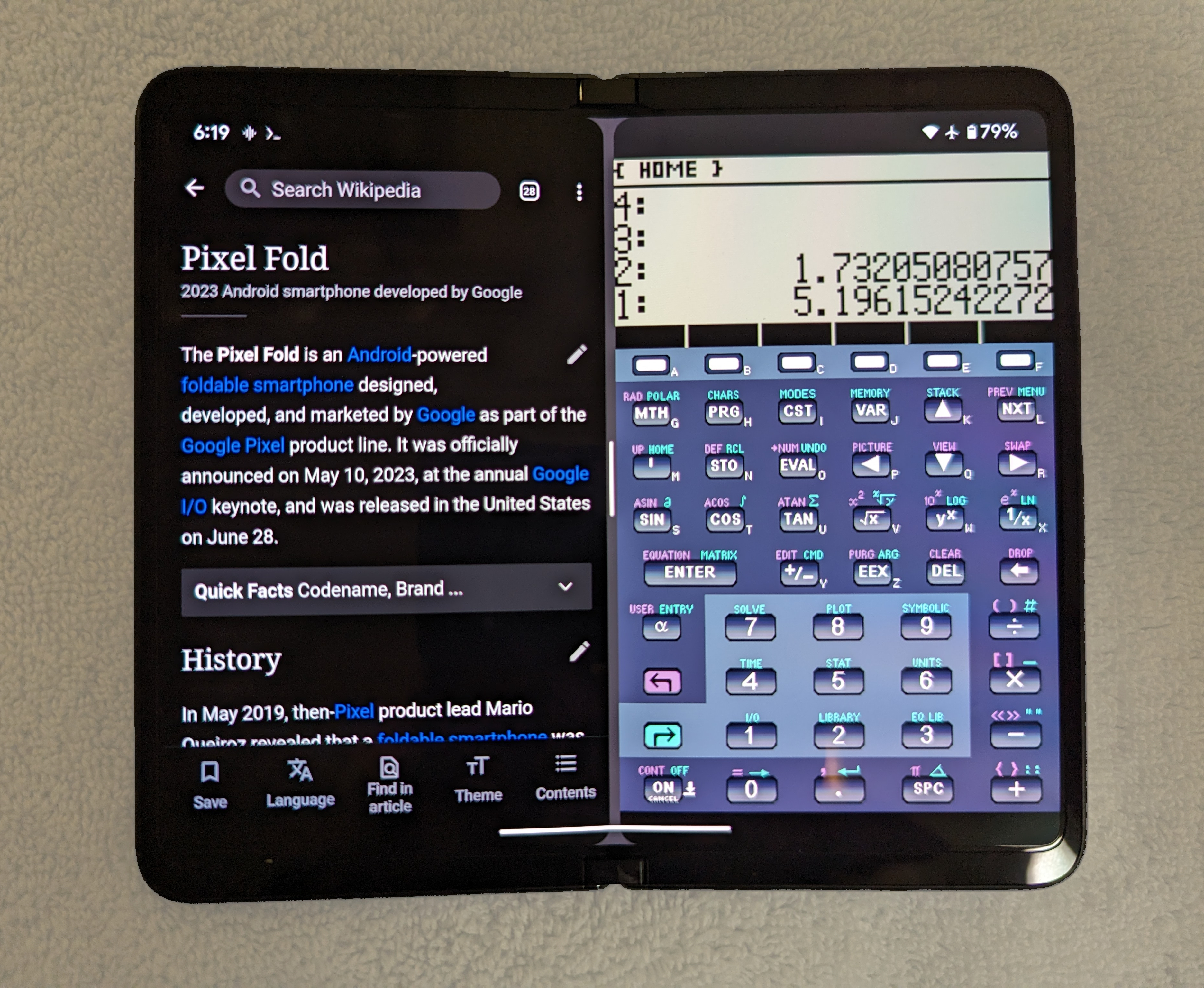
Pixel Fold

Googleから発売される初めての折りたたみスマホ。Pixel 7aと同時に発表された。Google Tensor G2を搭載する。カラーは、Obsidian（オブシディアン）とPorcelain（ポーセリン）の2色。
本体を広げた状態の画面サイズは7.6インチ。背面には超広角、広角、光学5倍の屈曲望遠（ペリスコープ）、から構成されるトリプルカメラを採用している。加えて、サブディスプレイのパンチホールとメインディスプレイ上部のベゼル部にも各1つずつカメラを搭載する。
2023年6月27日にアメリカ、日本、イギリス、ドイツで発売され、日本では翌月27日より販売を開始した。携帯キャリアからは、Pixel 7aと同様、NTTドコモとau、SoftBankから発売された（Porcelainはauのみ販売）。

### Pixel 8 / 8 Pro

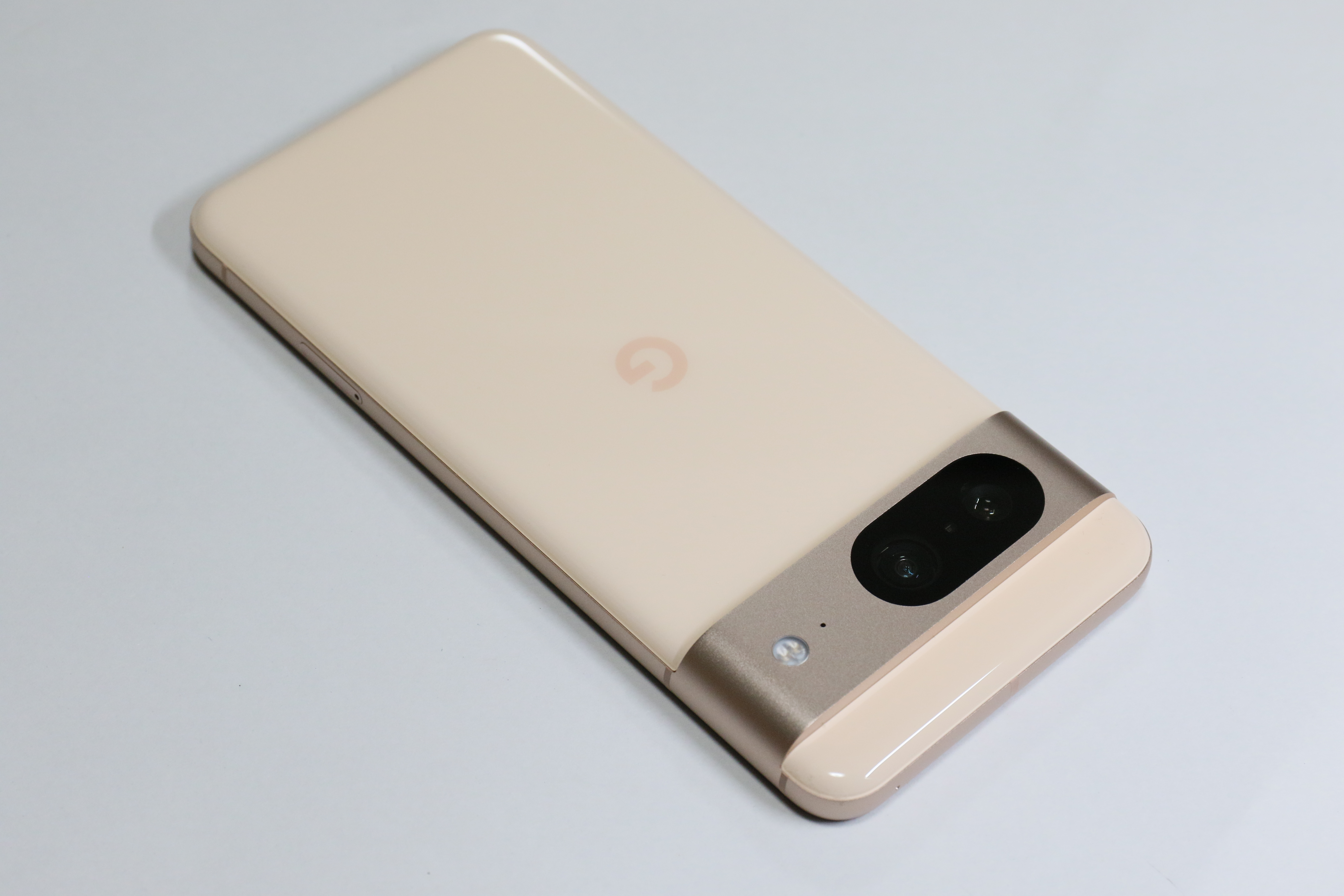
Pixel 8

2023年10月4日に発表された。キャッチコピーは「Google 史上最高傑作」。Google Tensor G3を搭載し、新たに発売から最低7年間のOSアップデートに対応する。カラーは、2機種共通がObsidianとHazelとなっており、加えて8ではRose、8 ProについてはBayが用意されている。また、2024年1月にはMintが8と8 Proの追加カラーとして発表され、8のMintは日本でも発売された。
撮影した写真の表情を変更するベストテイクや、動画から一部の音を取り除く音声消しゴムマジックなどAIを活用した機能が特徴。7ではProのみ対応していたマクロフォーカスは8と8 Proの両機種で使用可能となった。8 Proのみ温度計が搭載され、現在は料理の温度などを測ることが出来る。
NTTドコモ、au、SoftBankからの販売。2023年10月5日に予約が開始され、10月12日に発売された。
2023年12月には、8 ProがGoogleの開発した言語モデルであるGemini Nanoに対応し、レコーダーに記録した文章の要約機能や、メッセージへの返信をAIが提案してくれるスマートリプライが利用可能となった。また、同時にGoogleのクラウドAIを活用した動画ブーストも8 Proに搭載された。

### Pixel 8a
2024年5月7日に発表された。キャッチコピーは、「色鮮やかでパワフルなAIスマホ」。Google Tensor G3を搭載し、最低7年間のOSアップデートに対応する。また、120Hzのリフレッシュレートと2000二トのピーク輝度に対応したActua ディスプレイを備える。
カラーは、Aloe（アロエ)、Bay（ベイ）、Porcelain（ポーセリン）、Obsidian（オブシディアン）の4色。また、Google AIが搭載され、ベストテイクでの写真を組み合わせ、音声消しゴムマジックでの動画内の雑音を除去、編集マジックでのトリックアートを作成などができるようになっている。
日本での取り扱いキャリアはNTTドコモ、au、ソフトバンクで、2024年5月14日に発売された。

### Pixel 9
2024年8月13日（日本時間8月14日）のイベント「Made by Google」で発表され、同月22日に発売された。カラーはPeony（ピンク）、Wintergreen（グリーン）、Porcelain（ベージュ）、Obsidian（ブラック）の4色。SoCはPixel 9シリーズの全てに「Tensor G4」が搭載されている。また、Googleが手がけるAI機能「Gemini」が本格的に搭載された。これにより、写真に特化したAI編集機能である「一緒に写る」「イマジネーション」「オートフレーム」などの新機能が使えるようになっている。

### Pixel 9 Pro / Pro XL
Pixel 9 Pro XLは2024年8月22日に発売され、Pixel 9 Proは同年9月4日に発売された。新たに小型モデルである6.3インチのPixel 9 Proと大型モデルである6.8インチの9 Pro XLの2つのサイズで登場し、SoCには9と同じくTensor G4を搭載する。

### Pixel 9 Pro Fold
Googleから発売された2世代目の折りたたみスマホ。2024年9月4日に発売された。

### Pixel 9a
2025年3月19日に発表され、日本では2025年4月16日より発売(アメリカでは4月10日に発売)。Pixel 8aより0.2型大きい約6.3型の有機ELを採用しているとのことである。
また、Pixel aシリーズ史上最大である5100mAhのAIバッテリーを搭載している。

### Pixel 10
8月20日のMede by Googleの予告映像において本機種が初公開された。
カラーはIndigo、Frost、Lemongrass、Obsidianの4色となっている。
カメラ部分では新たに10.8メガピクセルの望遠カメラが追加された。
Qi2を標準搭載し15Wでの充電が可能になる。

### Pixel 10 Pro / Pro XL
2025年7月22日(日本時間)に公式サイト、Xなどでティザー映像などが公開された。
キャッチコピーは「"新しい未来に乗り換えよう。Ask more."」
カラーはPro、ProXLともにMoonstone、Jade、Porcelain、Obsidianの4色展開となる。
また、日本版では128GBモデルが廃止され256GB、512GBのみとなる。なお、海外ではXLのみ128GBモデルが廃止されており新たに1TBモデルも登場している。
Qi2に対応し、Proは15W、ProXLは25Wでの充電が可能となる。

### Pixel 10 Fold
日本時間8月13日、公式YouTube、Xなどでティザー映像が公開された。
8月20日時点でグレーと黄緑のような色のモデルが確認されている。

## タブレット

### Pixel C
2015年9月29日のイベントで、Nexus 5XとNexus 6Pとともに発表された。Android 6.0.1 (Marshmallow)をインストールして出荷され、後にAndroid 7 (Nougat)とAndroid 8 (Oreo)までアップデートが提供された。2017年12月で販売を終了した。
- ディスプレイ：10.2インチ、解像度 2560×1800ピクセル
- プロセッサ：NVIDIA Tegra X1
- ストレージ：32GB または 64GB内蔵
- メモリ：3GB RAM
- カメラ：8MPリアカメラ・2MPフロントカメラ
- バッテリー：9,000mAh

### Pixel Slate
2018年10月9日に発表された2-in-1タブレット。ChromeOSをインストールして出荷された。2019年6月、製品ラインを拡充を行わないことが発表され、2つのモデルが開発中止となった。
- ディスプレイ：12.3インチ「Molecular Display」、解像度 3000×2000ピクセル（293ppi）
- プロセッサ：第7世代 Intel Celeron、Core m3、Core i5、Core i7
- ストレージ：Celeronモデルは32GB または 64GB、m3モデルは64GB、i5モデルは128GB、i7モデルは256GB
- メモリ：Celeronモデルは4GB または 8GB RAM、m3・i5モデルは8GB RAM、i7モデルは16GB RAM
- カメラ：8MPリアカメラ・8MPフロントカメラ
- バッテリー：48Wh

### Pixel Tablet

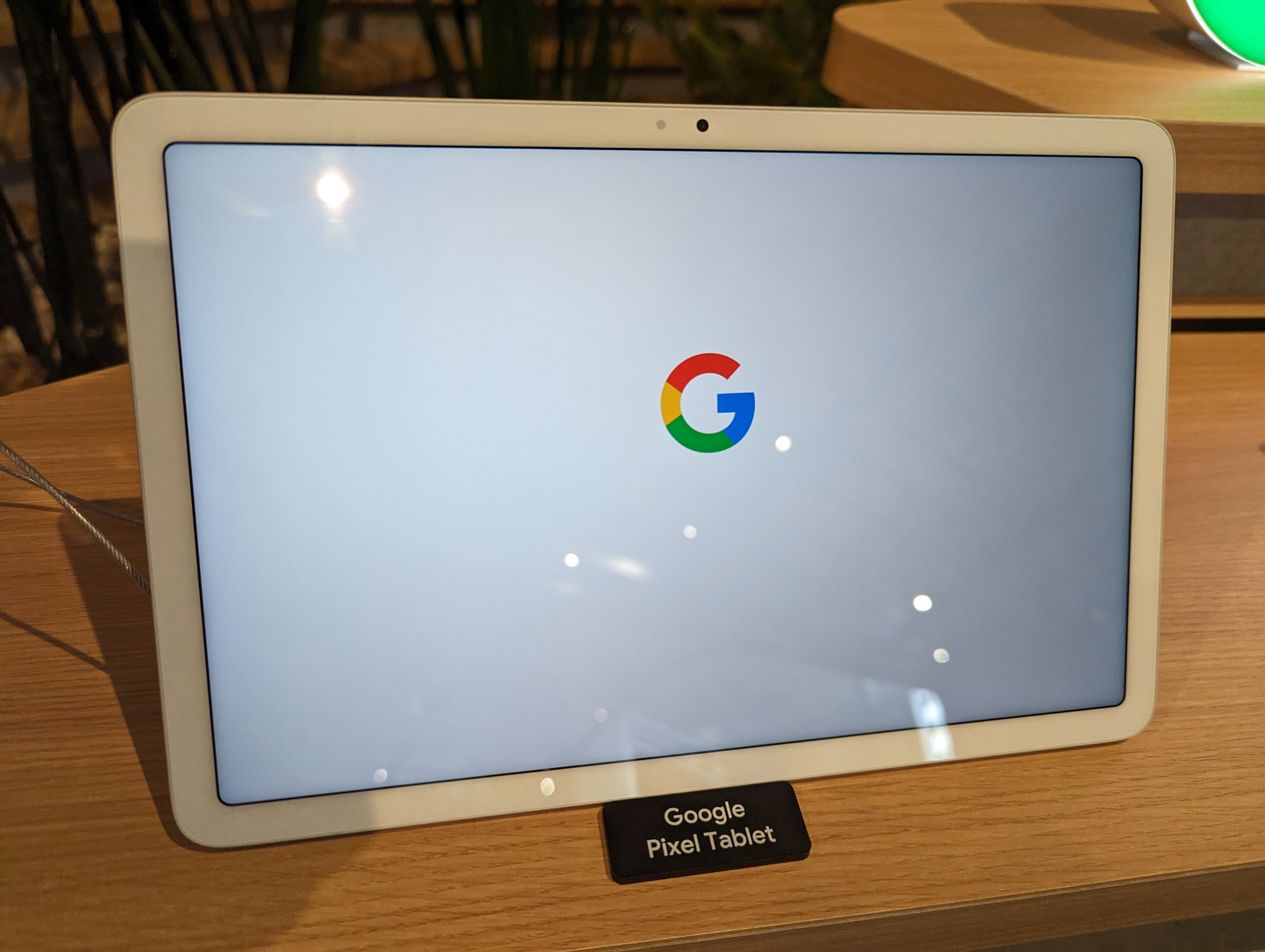
Google Pixel Tablet

2022年5月11日（日本時間）にGoogleがタブレットへの再参入を発表し、2023年6月20日に発売された。
- ディスプレイ：10.95インチ LCD、解像度 2560×1600ピクセル、60Hz、500ニト
- プロセッサ：Google Tensor G2
- ストレージ：128GB または 256GB内蔵
- メモリ：8GB LPDDR5 RAM
- カメラ：8MPリアカメラ・8MPフロントカメラ
- バッテリー：7,020mAh

## Chromebook

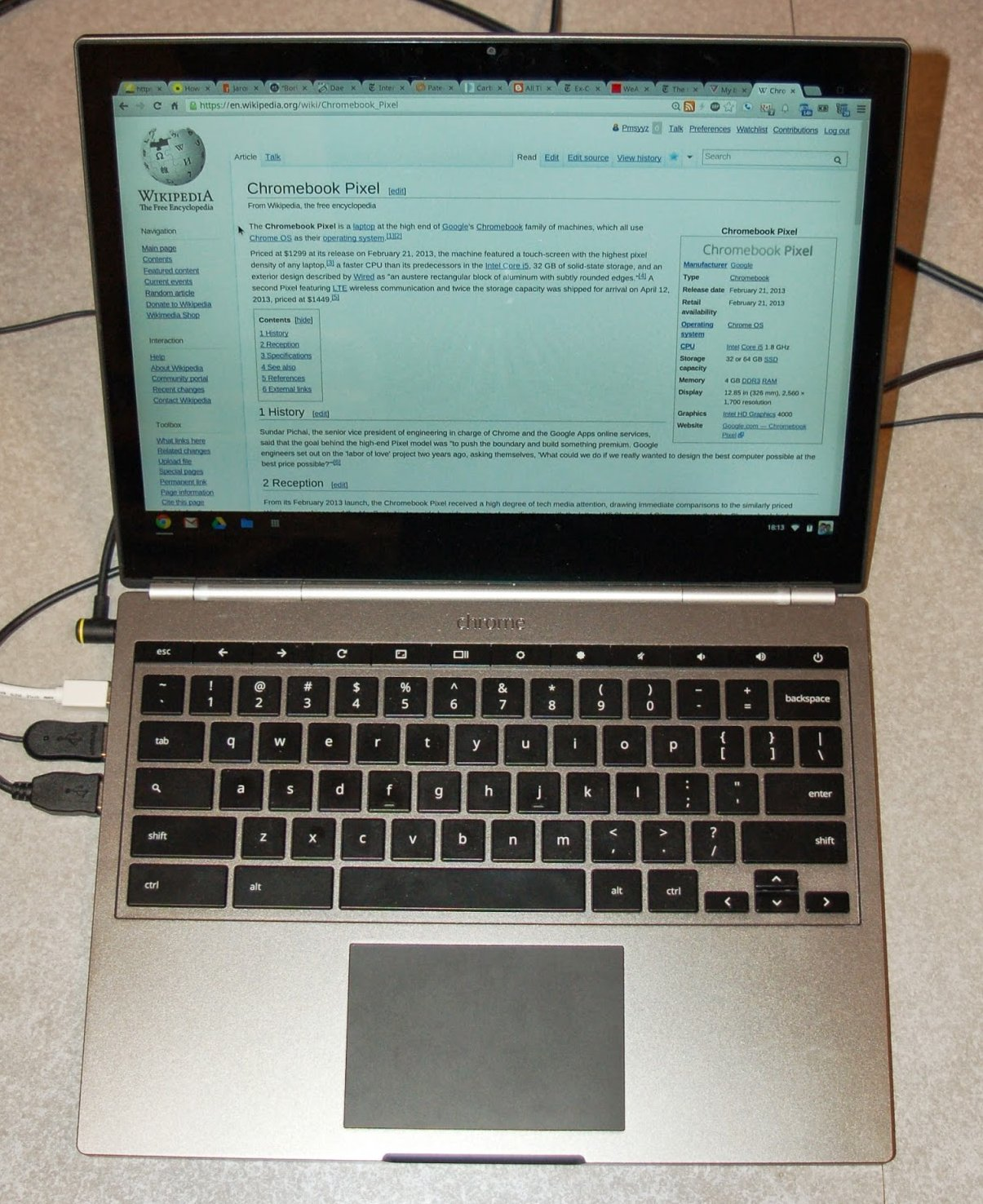
Chromebook Pixel (2013)

かつてGoogleは自社製のChromebookを開発していた。これまで発売されたPixelブランドのラップトップはすべてChrome OS搭載のChromebookである。日本での正式販売はなく、2019年のPixelbook Goを最後に後継機は登場しておらず、2022年にはPixelbookの開発チームは解散されたと報じられている。

### Chromebook Pixel
2013年2月に発表された、初のGoogle純正Chromebook。Pixelブランドが最初に展開されたデバイスでもある。
- ディスプレイ：12.85インチ、解像度 2560×1700ピクセル
- プロセッサ：第3世代 Intel Core i5
- ストレージ：32GB内蔵、1TBのGoogle ドライブ ストレージ（3年間）
- メモリ：4GB RAM
- バッテリー：59Wh

2015年4月には後継となるモデルが登場し、スペックが変更された。
- ディスプレイ：12.85インチ、解像度 2560×1700ピクセル
- プロセッサ：第5世代 Intel Core i5 または Core i7
- ストレージ：32GB または 64GB内蔵、1TBのGoogle ドライブ ストレージ（3年間）
- メモリ：8GB RAM または 16GB RAM
- バッテリー：72Wh

### Pixelbook
2017年10月に発表された。
- ディスプレイ：12.3インチ、解像度 2400×1600ピクセル
- プロセッサ：第7世代 Intel Core i5 または Core i7
- ストレージ：128GB、256GB、または 512GB内蔵
- メモリ：8GB RAM または 16GB RAM
- バッテリー：41Wh

### Pixelbook Go
2019年10月に発表された、Pixelbookの廉価版モデル。ディスプレイ解像度など、技術仕様が異なる2つのモデルが併売された。

#### フルHDモデル
- ディスプレイ：13.3インチ、解像度 1920×1080ピクセル（166ppi）
- プロセッサ：第8世代（Amber Lake） Intel Core m3 または Core i5
- ストレージ：64GB または 128GB内蔵
- メモリ：8GB RAM または 16GB RAM
- バッテリー：47Wh

#### Ultra HDモデル
- ディスプレイ：13.3インチ「Molecular Display」、解像度 3840×2160ピクセル（331ppi）
- プロセッサ：第8世代（Amber Lake） Intel Core m3 または Core i5
- ストレージ：256GB内蔵
- メモリ：16GB RAM
- バッテリー：56Wh

## スマートウォッチ

### Pixel Watch (第1世代)
2022年10月にリリースされた、Pixelブランドとしては初となるスマートウォッチ。円形のディスプレイが特徴。

### Pixel Watch 2
2023年10月に初代モデルの後継機種として登場した。
デザインはほぼ同一だが、本体素材が80%リサイクルのステンレスから、100%リサイクルのアルミニウム素材に変更されたことで、5gほど軽量化されたり、本体右側面にあるリューズが大型化されたり、シングルパスからマルチパスにセンサーが強化されたり、ワイヤレス充電から専用端子と専用充電器の組み合わせる、接触型充電に変更になるなど、使い勝手に変更があった。

### Pixel Watch 3
2024年9月10日に発売された。

## アクセサリ

### Pixel Buds
Googleが開発および販売する、Pixelブランドのワイヤレスイヤホンシリーズである。
2017年10月4日に第1世代のモデルが登場して以降、2019年にはアップグレード版となる同名の第2世代、2021年6月には第2世代モデルのミドルレンジ版であるPixel Buds A-Seriesが、さらに2022年5月にはノイズキャンセリングなどの追加機能を搭載した高価格帯のモデルであるPixel Buds Proも発表された。

### Pixel Stand
2018年から展開されている、Pixelスマートフォン専用のGoogle純正ワイヤレス充電器シリーズ。充電ができるだけではなく、Pixelスマートフォン側のアプリと連携することで、Google Home Hubに似たスマートディスプレイのように使うことができる点も特徴である。

#### Pixel Stand (1st Gen)
2018年10月9日（米国時間）に発表された、スタンド型のワイヤレス充電器。Pixel 3/3XLと同時に発表され、連携性をアピールした。標準で対応する5WでのQiワイヤレス充電に加えて、Googleの独自の技術により最大10Wの出力に対応している。

#### Pixel Stand (2nd Gen)
第2世代は2021年10月19日にPixel 6/6 Proと同時に発表された。23W充電に新たに対応した。

### Pixelbook Pen
2017年10月のPixelbookの発売に伴い、Pixelbookで使用できるスタイラスとして発表された。圧力感知とGoogle アシスタントに対応している。単4電池1本で駆動する。価格は99米ドル。
Pixel Slateでも使用可能だが、Pixelbook Goには対応しておらず、それ以外の対応機種も存在しない。

## ソフトウェア

### Pixel Launcher
Pixel UIとも呼ばれる。Pixelブランドのスマートフォンとタブレットにプリインストールされた、Google開発のランチャーアプリである。Pixel以降、前身のNexusシリーズ時代のデフォルトランチャーだったGoogle Nowランチャーを置き換えた。
Nexus時代はAOSPをそのまま搭載して出荷していたが、Pixelへの移行後はわずかな変更を加えた独自のAndroidを搭載するようになった。
現時点ではPixelデバイスでのみ使用可能である。ただ、非公式の改変が加えられたバージョンでは、Pixel以外のAndroidスマートフォンでもGoogle Nowフィードが統合された状態で利用することもできる。
元々、Android 4.0 (Ice Cream Sandwitch)以降、Googleは、標準ミュージックアプリからGoogle Play Music、Android標準ブラウザからGoogle Chromeといったように、AOSPに搭載された標準アプリの一部を、Googleサービスのアプリに置き換え始めていた。Android 4.4 (KitKat)になって以降は、Android標準のギャラリーアプリがGoogleフォトに置き換えられるなど、Android標準アプリのほとんどが置き換えられた。この流れに則って、Android標準のホームランチャーがGoogle Nowランチャーに置き換えられ、Google Nowフィードにより簡単にアクセスできるようになった。ただ、それ以外の部分は、設定メニューやトグルボタンの色など、AOSPのままのものも多く残っていた。
その後、Pixel Launcherを含む、Pixelデバイス向けの独自UI (Pixel UI)の展開を開始したことで、Nexusスマートフォンを含む、他のAndroidスマートフォンとは互換性のないUIを搭載することになった。設定トグルのボタンの色も標準から変更され、Googleが直接提供するオンラインカスタマーサポートが24時間365日受けられるようになるなど、ユーザーエクスペリエンスの差別化が図られるようになった。

#### 歴代バージョン
- Pixel Launcher - "7.1.1" (based on Android 7.x "Nougat")
- Pixel Launcher - "8.1.0" (based on Android 8.x "Oreo")
- Pixel Launcher - "9.0" (based on Android 9 "Pie")
- Pixel Launcher - "10.0" (based on Android 10)
- Pixel Launcher - "11.0" (based on Android 11)
- Pixel Launcher - "12.0" (based on Android 12)
- Pixel Launcher - "13.0" (based on Android 13)

### Pixel カメラ
以前の名称は「Google カメラ」。Googleによって開発されたAndroid端末向けのカメラアプリケーション。
当初はすべてのAndroid端末向けにサポートされていたが、その後、2016年以降に発売されたGoogle Pixelシリーズのスマートフォンでのみ正式にサポートされるようになり、2023年10月にPixel 8のリリースに合わせて「Pixel カメラ」に改称した。

### その他のプリインストールアプリ一覧

#### 標準アプリ
- Google カレンダー
- Google ドライブ
- Google フォト
- Google マップ
- メッセージ
- レコーダー
- 緊急情報
- 時計
- 設定
- 電卓
- 電話
- 連絡帳 (Google Contacts)
- Google Chrome
- Files by Google
- Gmail
- Google
- Google TV
- Pixelガイド
- Google Play
- YouTube
- YouTube Music

#### 追加アプリ（必須）
- おサイフケータイ
- ファミリーリンク

#### 追加アプリ（任意）
- Google ドキュメント
- Duo
- Google Home
- Keepメモ
- Google ニュース
- Google One
- Google Pay
- Google ポッドキャスト
- Google 翻訳

## Tensor

Google Tensor

Pixelブランドのスマートフォンやタブレットに搭載されているGoogle独自のSoC。サムスン電子の5nmプロセスで製造され、Exynosシリーズをカスタマイズしたものともされる。
2021年8月登場のPixel 6シリーズから、過去のPixelスマートフォンに搭載されていたQualcommの半導体シリーズSnapdragonから切り替える形で第1世代が採用されて以降、Pixel 7シリーズとPixel Fold、Pixel Tabletでは後継のTensor G2が、2023年10月登場のPixel 8/8 ProではTensor G3が、2024年8月登場のPixel9/9Pro/9ProXL/9Pro FoldではTensor G4が搭載されている。

## 歴史
GoogleはAndroidスマートフォンのNexusを2010年からサムスン電子やLG電子などと共同開発していたが、2015年に終了した。
- 2015年
  - 10月20日 - Y!Mobileが最後のNexusスマートフォンであるNexus 5Xを発売。NTTドコモからも22日に販売開始。
- 2016年
  - 10月4日 - Pixel/XLを発表。
- 2017年
  - 9月21日 - HTCのスマートフォン部門の一部を買収[81]。
  - 10月4日 - Pixel 2/XLを発表[82]。
- 2018年
  - 9月19日 - Google Pixelの日本発売を正式に予告。
  - 10月9日 - Pixel 3/3 XLおよびPixel Slateを発表。
  - 10月20日から期間限定で「Google Pixel まだ見ぬ世界展」を開催。
  - 11月1日 - SoftBank銀座でPixel 3発売記念セレモニー開催。
  - 11月29日から期間限定で「Google Pixel presents 表参道イルミネーション 2018」を開催[83]。
- 2019年
  - 5月7日 - Pixel 3a/3a XLを発表。
  - 6月12日 - GoogleがPixel 4の画像を公開。
  - 6月20日 - 米国のメディアがGoogleのタブレット事業撤退を報道。Google上級副社長も認める。
  - 10月15日 - Pixel 4/4XLおよびGoogle Pixel Buds日本発売を発表。
  - 10月24日 - SoftBank銀座でPixel 4発売記念セレモニー開催。
  - 11月28日から期間限定で「Google Pixel presents 表参道マジックイルミネーション 2019」を開催[84]。
- 2020年
  - 2月4日 - Motion Senseが日本でも利用可能。Pixel 4 / 4 XLのみ対応。
  - 8月4日 - Pixel 4aを発表。
  - 8月21日 - ソフトバンクが「Google Pixel 4a ソフトバンク独占発売記念キャンペーン」を期間限定で開催[85]。
  - 9月30日 - Pixel 4a (5G)/5を発表。Pixel 5はauが初めて取り扱うGoogle Pixelとなる。
- 2021年
  - 1月14日 - Fitbitの買収が完了したことを発表。
  - 4月10日 - 2021年後半にPixel 5a 5Gを日本と米国で発売することを予告。
  - 6月17日 - ニューヨークでGoogle Storeを開店[86]。
  - 8月2日 - Pixel 6/6Proの秋発売と同端末へのSoC「Google Tensor」搭載を予告[87]。
  - 8月17日 - Pixel 5a (5G)の詳細を発表。
  - 9月14日 - ソフトバンクがPixel 6 / 6 Proの秋発売を予告。
  - 10月19日 - Pixel 6 / 6 Proを発表。
  - 10月24日 - STEP CMを行った。
- 2022年
  - 5月11日 - Pixel 6a、Pixel 7、Pixel Watchの発売予定時期を発表。
- 2023年
  - 5月11日 - Pixel 7a、Pixel Fold、PIxel Tabletを発表。同日に発売されたPixel 7aは約4年ぶりにNTTドコモでも発売され、国内の携帯大手3社がPixelを取り扱う形となる。

## 世界における状況
2019年第一四半期には、世界のハイエンドスマートフォン市場におけるGoogleの販売台数シェアは、Apple、Samsung、HUAWEI、Oneplusに次ぐ5番目となった。一方、スマートフォン全体での販売台数シェアではトップ5に含まれない。2019通年でのGoogle Pixelスマートフォン出荷台数は、シリーズ最高の720万台を記録した。価格を抑えたPixel 3aの販売が台数の増加に繋がったとされている。2020年の出荷台数は感染症の影響を受け、370万台だった。また、IDCのデータによると、Googleは2022年のウェアラブル端末市場において、Googleは6.4%の出荷台数シェアを獲得し、傘下のFitbitブランドの端末と合わせた出荷台数で、Appleに次ぐ世界2位を獲得した。
Pixel 6の発売に際して生産数を2019年比で50%増加させることが報じられた。2022年のAndroidスマートフォンにおけるPixelの市場シェアは、イギリスで18%、オーストラリアで14.8%（前年は5.8%）、日本で14.3%（前年は7.4%）、アメリカで11.9%（前年は7.5%）であった。

### 各国、地域のPixelスマートフォンの状況
- 日本 15.4%、2位 113万台（IDC、2023 Q2）
- オーストラリア 3.0%、5位、4万台（IDC、2023 Q2）
- イギリス 3.3%、5位 16万台（IDC、2022 Q2）
- 台湾 1.3%、9位（2023.9）
- カナダ 3%、5位（Counterpoint、2023 Q2）
- アメリカ合衆国 3%、4位（Counterpoint、2023 Q2）

#### アメリカ合衆国
2019年Q1のハイエンドスマートフォンにおけるGoogleの販売台数シェアは、Apple、Samsungに次ぐ3番目となっている。2020年6月17日にはニューヨークで実店舗のGoogle Storeをオープンし、Google Pixelの実機も展示している。2022年Q1には前年の300%の市場シェアを獲得した。
- 販売実績 (Google Store)
  - Pixel / XL
  - Pixel 2 / 2 XL
  - Pixel 3 / 3 XL
  - Pixel 3a / 3a XL
  - Pixel 4 / 4 XL
  - Pixel 4a / 4a (5G)
  - Pixel 5
  - Pixel 5a (5G)
  - Pixel 6 / 6 Pro
  - Pixel 6a
  - Pixel 7 / 7 Pro
  - Pixel 7a
  - Pixel Fold
  - Pixel 8 / 8 Pro

##### Verizon Wireless
Pixel 3までは携帯キャリアでVerizonが独占販売したが、Pixel 3aはT-Mobile、Sprint、USCellularも取扱ったため、Verizonによる独占体制が崩れた。2020年にはPixel 4a (5G)の限定カラーを販売した。
- 販売実績
  - Pixel / XL - 独占販売
  - Pixel 2 / 2 XL - 独占販売
  - Pixel 3 / 3 XL - 独占販売
  - Pixel 3a / 3a XL
  - Pixel 4 / 4 XL
  - Pixel 4a / 4a (5G)
  - Pixel 5 - 独占販売
  - Pixel 6 / 6 Pro
  - Pixel 6a
  - Pixel 7 / 7 Pro
  - Pixel 7a
  - Pixel Fold
  - Pixel 8 / 8 Pro

##### T-Mobile US
- 販売実績
  - Pixel 3a / 3a XL
  - Pixel 4 / 4 XL
  - Pixel 4a (5G)
  - Pixel 6 / 6 Pro
  - pixel 6a
  - Pixel 7 / 7 Pro
  - PIxel 7a
  - Pixel Fold
  - Pixel 8 / 8 Pro

##### AT&T Mobility
- 販売実績（Sprintを含む）
  - Pixel 3a / 3a XL
  - Pixel 4 / 4 XL
  - Pixel 4a (5G)
  - Pixel 6 / 6 Pro
  - Pixel 6a
  - Pixel 7 / 7 Pro
  - Pixel 7a
  - Pixel Fold
  - Pixel 8 / 8 Pro

#### インド
Pixel 3a以前はインドで優先的に販売されていたが、Pixel 4の取り扱いはなかった。理由としてSoliレーダーに使用されている60Hz帯の利用許可が政府から得られなかったことが挙げられる。2020年にはPixel 4aの4G版のみが発売されたものの、それ以降、長期に渡って最新のGoogle Pixelが販売されることはなかった。しかし、2022年にはPixel 6aの発売によってGoogleのスマートフォンとして2年ぶりのインド上陸となった。
- 販売実績
  - Pixel / XL
  - Pixel 2 / 2 XL
  - Pixel 3 / 3 XL
  - pixel 3a/ 3a XL
  - Pixel 4a
  - Pixel 6a
  - Pixel 7 / 7 Pro
  - PIxel 7a
  - Pixel 8 / 8 Pro

#### オーストラリア
PixelおよびPixel 2はの販売の際に豪州は先行発売地域に選ばれた。2022年第四四半期のAndroidスマートフォン市場におけるシェアは14.8%で、前年同期の5.8%と比較して9.0ポイント上昇した。
- 販売実績
  - Pixel / XL
  - Pixel 2 / XL
  - Pixel 3 / 3 XL
  - Pixel 3a / 3a XL
  - Pixel 4 / 4 XL
  - Pixel 4a / 4a(5G)
  - Pixel 5
  - Pixel 6 / 6 Pro
  - Pixel 7 / 7 Pro
  - Pixel 7a
  - Pixel 8 / 8 Pro

##### Telstra
- 販売実績
  - Pixel / XL
  - Pixel 2 / 2 XL
  - Pixel 3 / 3 XL
  - Pixel 3a / 3a XL
  - Pixel 4 / 4 Xl
  - Pixel 4a / 4a(5G)
  - Pixel 5
  - Pixel 6 / 6 Pro
  - Pixel 7 / 7 Pro
  - Pixel 7a/ 8 Pro
  - Pixel 8

#### イギリス
2022年第一四半期に、英国国内で初めてとなる第5位の販売台数シェアを獲得した。

#### 台湾
Googleは2017年、台湾のHTCのスマートフォン事業の一部を買収することを発表した。
台湾においては、長らく携帯キャリアとして台湾大哥大 (Taiwan Mobile)がPixelを独占的に取り扱っていたが、2024年のPixel 9シリーズより台湾最大手の中華電信も販売を開始した。

## 日本における状況
IDC Japanの調査では、2023年第二四半期にGoogleは112万台のPixelスマートフォンを出荷し、初めて国内の携帯電話市場で1位のApple（333万台）に次ぐ2位となり、3位のサムスン（58万台）を大きく引き離した。Googleが成長した要因として、国内最大手の携帯キャリアであるNTTドコモによる取り扱いの再開が挙げられている。

### 沿革・販売状況
海外での初代Pixel発売以降、日本国内でGoogle Pixelが発売されるか注目されていた。2018年9月19日にGoogleが日本でもGoogle Pixelを販売することを正式に発表し、11月1日からソフトバンクとNTTドコモがPixel 3 / 3XLを取り扱った。同時に、オンラインのGoogle StoreからSIMフリー版が発売された。Pixel 3発売頃にはJRの電車でアドトレインを行った。2018年と2019年には表参道でGoogle Pixelのイルミネーションイベントを行った。Pixel 5aはアメリカと日本でのみ発売された。
2021年10月24日には、Pixel 6のプロモーションとしてテレビ史上初のSTEP CMを行った。
2022年はSoftBank版Pixel 6aの発売後10週の間スマートフォンの実売販売数で首位を獲得し、au版がその後6週間トップを維持し続けた。10月にスンダー・ピチャイCEOが来日し、Pixel 6aが好調であり今後も日本市場に期待していると語った。10月に秋葉原の家電量販店内にGoogle Pixelの販売コーナーを設けた。株式会社BCNの調査によると、2022年10月の第二週のPixel機種別の販売台数の内訳は、Pixel 6aが49.3%、7が49.1%、7 Proが7.9%であった。2023年1月には、Pixel 6aが日本におけるスマートフォンの販売数シェアにおいてiPhone 13 (28%)、iPhone SE (第3世代) (12%)に続き3位となる7%を獲得した。
日本のおサイフケータイ対応スマートフォンには、NTTドコモが所有している商標のFelicaのマークが端末背面に配置されている場合が多いが、Pixelの背面にはFelicaのマークは含まれていない。
- 販売実績 (Google Store)
  - Pixel 3 / 3 XL
  - Pixel Stand
  - Pixel Slate
  - Pixel 3a / 3a XL
  - Pixel 4 / 4 XL
  - Pixel 4a / 4a (5G)
  - Pixel Buds（第2世代）
  - Pixel 5
  - Pixel Buds A-Series
  - Pixel 5a (5G)
  - Pixel 6 / 6 Pro
  - Pixel Stand（第2世代）
  - Pixel 6a
  - Pixel Buds Pro
  - Pixel 7 / 7 Pro
  - Pixel Watch
  - Pixel 7a
  - Pixel Tablet
  - Pixel Fold
  - Pixel 8 / 8 Pro
  - Pixel Watch 2
  - Pixel 8a

### 通信事業者の動向

#### ソフトバンク
2018年11月1日、SoftBank銀座でPixel 3の発売記念セレモニーを行った。イベント内では音楽グループのDA PUMPとロボットのPepperが「U.S.A」の曲に合わせてダンスを披露した。2019年10月24日に行われたPixel 4の発売記念セレモニーでは、同製品のテレビCMにも出演したアンタッチャブルの山崎弘也が登場した。2020年には、Pixel 4a (5G)を国内の通信事業者では唯一取り扱い、世界のどの通信事業者よりも早く発売した。2021年7月14日からPixel 4以降のモデルがeSIMに対応した。2021年に世界中の携帯キャリアの中で唯一Pixel 5a (5G)を販売した。
ソフトバンクでは、本製品をスマートフォンと分類せずに「Google Pixel」と分類している。
- 販売実績（この項の「独占販売」は、携帯キャリアの販売実績に基づく）

- SoftBank
  - Pixel 3 / 3 XL
  - Pixel 3a / 3a XL - 3a XLのみ独占販売
  - Pixel 4 / 4XL - 独占販売
  - Pixel 4a / 4a (5G) - 独占販売
  - Pixel 5
  - Pixel 5a (5G) - 独占販売
  - Pixel 6 / 6 Pro - 6 Proのみ独占販売
  - Pixel 6a
  - Pixel 7 / 7 Pro
  - Pixel 7a
  - Pixel Fold
  - Pixel 8 / 8 Pro
  - Pixel 8a
- トレテク！ソフトバンクセレクション
  - Pixel Stand
  - Pixel Buds（第2世代）
  - Pixel Buds A series
  - Pixel Buds Pro
  - Pixel Stand（第2世代）
  - Pixel Tablet
  - Pixel Watch 2
- Y!mobile
  - Pixel 7a - 2024年2月22日発売
  - Pixel 8 - 2024年7月18日発売
  - Pixel 8a - 2024年7月18日発売

##### Y!mobile
Y!mobileブランドでの展開について、Pixel以前はNexusを販売していた。その後、SoftBankブランドとの差別化などから数年に渡ってPixelの取り扱いをせず、京セラやシャープなどが製造するAndroid Oneブランドのスマートフォンが販売されていた。現在はPixelが発売されている。

##### Google Pixelプロダクトスペシャリスト
Googleと協力して、Google Pixel製品の使い方に特化した「Google Pixelプロダクトスペシャリスト」が複数のソフトバンクショップに配置されている。2021年時点で全国に約2000人いるという。店員自身が実際にGoogle Pixelを使用することで、来店客により良い接客を可能にしている。また、プロダクトスペシャリストからの提案で購入した消費者の端末への満足度は高くなっている。
Google Pixelスペシャリストによる、Pixelで撮影された写真がソフトバンクの公式サイトに定期的に投稿されている。

#### KDDI
日本初上陸したPixel 3をauは販売しなかった。その理由について、ラインアップの都合上取り扱わなかったと報じられている。2020年8月20日にau初のPixelブランドの端末としてPixel Budsを発売した。10月15日にはau初のPixelスマートフォンとなるPixel 5を取り扱った。2021年3月21日、自社ブランドpovoのサービス開始と同時にeSIMに対応した。2022年7月には、aシリーズとしては初となるPixel 6aが発売。同年10月にはProシリーズとしては初となるPixel 7 Proが発売。2022年5月12日からは、auに加えUQ mobileからもPixel販売を開始した。Pixel Foldは国内キャリアで唯一2色展開を行う。
- 販売実績

- au
  - Pixel 5
  - Pixel 6
  - Pixel 6a
  - Pixel 7 / 7 Pro
  - Pixel 7a
  - Pixel Fold -「ポーセリン」カラーは国内携帯キャリアでau限定。
  - Pixel 8 / 8 Pro
  - Pixel 8a
- au +1 collection
  - Pixel Buds（第2世代）
  - Pixel Buds A-series
  - Pixel Buds Pro
  - Pixel Watch
  - Pixel Tablet
  - Pixel Watch 2
- UQモバイル
  - Pixel 6a - 2023年5月12日発売
  - Pixel 7 - 2023年8月25日発売
  - Pixel 7a - 2023年12月27日発売
  - Pixel 8 - 2024年6月21日発売

#### NTTドコモ
2018年11月1日にPixel 3を発売した。Google Pixelの仕様はドコモ スマートフォンと異なり、「Google Pixel ご契約に際してのご注意項目」を説明している。2019年5月から、Pixel 3aのClearly White（クリアリーホワイト）とJust Black（ジャストブラック）の2色も取り扱った。2019年6月7日からドコモメールアプリがGoogle Pixelでも利用可能となった。
NTTドコモではNexusを販売していた時と同様に、本製品をスマートフォンと分類せずに「Google Pixel」と言うカテゴリーに分類していたが、現在はドコモ スマートフォン(5G)を改めた「Androidスマートフォン」のカテゴリに分類している。NTTドコモから発売されるスマートフォンの多くには本体背面にNTTドコモのロゴが配置されているが、Pixelには配置されていない。
Pixel 3aを最後にNTTドコモは4年に渡りPixelスマートフォンを新しく発売していなかったことで、日本最大手の携帯電話会社であるNTTドコモがPixelを取り扱うかその去就が注目されてきた。NTTドコモがPixelスマートフォンを販売しない理由として、5Gサービスの開始以降、Pixel 5から7までの機種は、NTTドコモが使用している主要な周波数帯の一つであるN79への非対応であることを述べるメディアがいくつかあった。Pixel Budsに関しては2020年12月に新モデルを発売した。2023年5月11日のPixel 7aはN79に対応したことで、NTTドコモから4年ぶりにPixelスマートフォンの最新機種が発売されることとなった。2023年10月12日にはPixel Watchを初めてNTTドコモでも取り扱う。
- 販売実績

- NTTドコモ
  - Pixel 3 / 3XL
  - Pixel 3a
  - Pixel Buds（第2世代）
  - Pixel 7a
  - Pixel Buds A series
  - Pixel Buds Pro
  - Pixel Fold
  - Pixel 8 / 8 Pro
  - Pixel Watch 2
  - Pixel 8a
- ahamo
  - Pixel 7a - 2023年12月13日発売
  - Pixel 8
  - Pixel 8a

#### 楽天モバイル
2023年9月現在、楽天モバイルからGoogle Pixelが販売された実績はない。ただし、いくつかの機種は楽天回線に対応している。同社はGoogle Pixelの取り扱いについて「検討している」と回答している。
2023年に楽天モバイルにてPixelが接続しずらい事象が発生していたが、10月に復旧したことが発表されている。

## テレビCM
GoogleのCM以外に、Pixel 3から4a (5G)までは携帯キャリアが制作するテレビCMも放映されていた。

### 「あなたの旅が、もっと広がる」シリーズ
タイトルコールはTeam Pixelシリーズと同じく「Google Pixel」のみ。主に日本テレビの番組『アナザースカイ』にて放映される。1分16秒の長尺CMとなっていて、井桁弘恵が出演している。日本オリジナルのCM。
- 『あなたの旅が、もっと広がる。』（2022年度） - 井桁弘恵とコギソマナがPixel 7 Proを片手にタイのバンコクで旅を満喫する。
- 『あなたの旅が、もっと広がる。』（2023年度） - 井桁弘恵が妹と、Pixel 8 Proを持ってスペインを旅する。
- 『あなたの旅が、もっと広がる。』（2024年度） - 井桁弘恵がフィンランドを旅行する。
- 『あなたの旅が、もっと広がる。一緒に写る篇』(2024年度、Pixel 9 Pro) [108]
- 『あなたの旅が、もっと広がる。Gemini 篇』(2024年度、Pixel 9 Pro)
- 『あなたの旅が、もっと広がる。一緒に写る & Gemini 篇』(2024年度、Pixel 9 Pro)

### 「#Team Pixel」シリーズ
2022年10月よりテレビ放送されている。CMに出演している人物が実際にPixelを使ってみた上で、暮らしの中でのPixelの使い勝手やおすすめの機能を語る。タイトルコールは、それぞれの機種名を言わず、「Google Pixel」のみとなっている。
2023年春には、CM内でのフワちゃんのセリフである「消しゴムマジックで消してやるのさ。」がX (旧Twitter)を中心に話題となったが、2024年8月にフワちゃんによるXへの不適切投稿が確認されたことを受け、グーグルジャパンは「Googleは、他者を尊重しない行為に関しては厳格なポリシーを有している」とし、動画外でGoogleのポリシーに反する行為が認められたため、該当人物の広告を掲載停止した。
基本的にはCMの最後に出演者が「私の名前は<人物名>です。Google Pixelを使っています。」と言って締める内容となっていたが、2025年1月に放映されたバージョンでは、他の台詞が使用された。
2022年度
- 『消しゴムマジック篇』- フワちゃん
- 『リアルタイム翻訳篇』-ハナビ
- 『夜景モード篇』- タクミ
- 『Googleのスマホ篇』- タクミ

2023年度
- 『ひらける大画面』- VTuberのにじさんじChroNoiRが出演し、Pixel Foldの持つ大画面の利便性をアピールした。
- 『クリエイターの愛用カメラ 篇』- カンタ（水溜りボンド）
- 『ひろがるTeam Pixel 篇』- フワちゃん & 青山テルマ
- 『頼れる旅の相棒 篇』- 井桁弘恵
- 『編集マジック 篇』- フワちゃん

2024年度
- 『編集マジック 小田凱人篇』 - 小田凱人
- 『簡単のりかえ 小田凱人篇』 - 小田凱人
- 『リアルタイム翻訳 三笘薫篇』 - 三笘薫
- 『チームで大画面 三笘薫篇』 - 三笘薫
- 『かこって検索』 - 小田凱人
- 『AIバッテリー』 - 小田凱人

### STEP CM
2021年に、5つのテレビ局を横断して行われたCM。チャンネルを8番から4番まで順番に変えることで、それぞれの30秒のCMが合わさり、連続した2分30秒のストーリーになる。藤井風が出演し、音楽は自身の「燃えよ」が使用された。関東限定の放映で、この試みは民放テレビ初となった。

### その他のテレビCM
Pixel 3
- 『いよいよ、日本発売』- Pixel 3の機能である、広角カメラでのグループ自撮りモードや、写真の容量無制限、バッテリー駆動時間の長さなどをアピールしたCM。CMを締めるタイトルは海外の「Google Pixel 3」とは異なり、「Google Pixel」のみで表記されている。
- 『トップショットで撮影 篇』- Pixelの機能トップショットをアピールしているタレントの小松菜奈も出演している[111]。
- 『夜景モードで撮影 篇』- クイーンが歌う「フラッシュのテーマ」と共に、Pixelの夜景性能をアピールするCM。

Pixel 3a
- 『新価格で、新登場』- タレントの小松菜奈がハワイでPixel 3aを持って写真を撮る姿が映されている。

Pixel 4
- 『Googeが作りたかったスマートフォン』- 小松菜奈が出演し、Pixel 4の強化された夜景モードやGoogleフォトの容量無制限をアピールし、「Googlegが作りたかったスマートフォン、なんです。Google Pixel。」と締めくくる。

Pixel 4a
- 『新しい毎日をGoogleで、もっと。』- 小松菜奈が音楽ユニットYOASOBIとして活動してる幾田りらのライブをPixel 4aで見るCM。

Pixel 5 / Pixel 4a (5G)
- 『Googleがつくった親ばかカメラ』- 小松菜奈が暗い場所で犬を撮影する内容で、Google初の5G対応もアピールしている。ソフトバンク版のCMではPixel 5とPixel 4a(5G)、au版ではPixel 5のみが宣伝されている。
- 『Googleがつくった魔法のカメラ』- クリスマスの音楽と共に、小松菜奈がサンタクロースと自撮りをする様子が映されている。

Pixel 5a
- 『Googleがつくったふだん映えカメラ』- 小松菜奈が片手だけでピントが合う写真を撮る姿が表されている。

Pixel 6
- 『消しゴムマジック篇』 - 山で写真撮影をした後、消しゴムマジックを使用して写真を編集するという内容。
- 『リアルタイム翻訳篇』 - Pixelの翻訳機能をアピールする内容。ソフトバンク版ではPixel 6 Pro、au版ではPixel 6が宣伝されている。
- 『あなたらしさ、もっと自由に。』- 様々な人物が出演し、それぞれの持つ個性を表す。

Pixel 6a
- 『Google Pixel 6a 新登場』 - 純正チップのGoogle Tensor搭載や価格をアピールする内容で、言語以外世界共通のCMとなっている。日本人としてはピースの綾部祐二が出演している。

Pixel 7
- 『Google Pixel 7 が新登場』
- 『Google Pixel 7 Pro が新登場』

Pixel 7a
- 『Google純正スマートフォン 篇』 - Pixel 7aを持ったフワちゃんが消しゴムマジックで背後映り込んだアンミカを写真から消去する他、外国語のメニューをGoogleレンズで日本語に翻訳したり、バッテリーセーバーをONにして笑顔で一夜中踊る姿などを見ることができる。

Pixel 8
- 『GoogleがつくったAIスマホ』
- 『編集マジック スーパーマン篇』
- 『音声消しゴムマジック』- フワちゃん、アンミカ、青山テルマの3人が滝の前で動画を撮り、その場で音声消しゴムマジックを使用する[112]。
- 『ベストテイク 女子会 篇』
- 『リアルタイム翻訳 篇』 - 井桁弘恵が出演しているが、『アナザースカイ』以外のCM枠でも放映された。Googleレンズの翻訳機能をアピールする内容。

Pixel 9
- 『Gemini とキャラ考えた篇』- チョコレートプラネット
- 『Gemini とピンチを切り抜けた篇』- チョコレートプラネット

### ソフトバンク制作
ソフトバンクが制作したCM。
- 『HAPPINESS』- アカタマ砂漠でPepperが「OK, Google」とPixelに質問を問いかけるCM。「Pixel、日本上陸」というキャッチコピーと共にCMは終わる。
- 『訂正する少女』- DA PUMPが「U.S.A」のアレンジ曲を歌い上げるCM。
- 『半額ブギウギ』- 白石麻衣がPixel 3aを片手にダンスを披露するCM[113]。
- 『スクープ』- 岡田准一と賀来賢人がPixel 4の夜景モードで謎の物体を撮影し、その後アンタッチャブルの山崎弘也が笑顔で「出前でーす！」と叫ぶ内容。
- 『千鳥の新常識』- Pixel 4a(5G)が5G対応スマートフォンが安く手に入ることをGoogleの作った新常識プライスと表現している。お笑いコンビの千鳥の大悟とノブが出演する。

### NTTドコモ制作
NTTドコモが制作したCM。
- 『コスモフのロケット』- コスモフの役を務める長谷川博己がマネージャー役の星野源から最先端のロケットエンジンを借りてきて、空へ舞い上がるCM[114]。Pixel 3が発売された2018年より放映。